# Polesine Camerini
Polesine Camerini è una delle tre isole che compongono il comune di Porto Tolle.

## Storia
A differenza delle altre isole del comune, create tra la fine del 1500 e l'inizio del 1600 dagli interventi idraulici attuati dalla Repubblica di Venezia per spostare la foce del Po, questa risale al 1759, a causa della divisione del Po di Tolle e al deposito di detriti: nelle mappe del 1798 risultava divisa in quattro zone.
Nel 1859 gli austriaci costruiscono un forte sull'isola, col fine di prevenire la risalita di navi nemiche nei rami navigabili del Po: nel mentre, tra il 1836 e il 1878, i Camerini acquistano la maggior parte dell'isola, costruendo strutture agricole e una casa padronale ancora oggi esistente. Numerose alluvoni danneggiano l'isola e i suoi apparati, nel 1907 inizia lo sfruttamento agricolo massivo dell'isola con lo scavo dei canali irrigui tramite mezzi meccanizzati, così attività come la caccia e la pesca diventeranno minoritarie nell'economia dell'isola.
Il centro abitato attuale dell'isola risale agli anni '50, a seguito delle riforme agricole: i Camerini venderanno alcuni dei propri terreni ma la maggioranza verranno espropriati nel 1952 ridistribuiti, così nel 1954 il villaggio sarà dotato di piazza, chiesa, campo sportivo e teatro, oltre a un monumento ai caduti autofinanziato. Nel medesimo periodo viene costruito un ponte verso le altre isole, che però presto cede, venendo sostituito prima da un ponte di barche e poi dall'attuale ponte che collega il centro abitato all'isola della Donzella.
Nel 1975 viene realizzata la centrale termoelettrica di Porto Tolle, attualmente demolita e di cui resta solo la ciminiera, che è la struttura non metallica più alta d'Italia. Ad oggi risulta importante per l'economia locale la produzione di vongole.

## Cultura e turismo
Il dialetto parlato sull'isola è il polesano, un dialetto veneto centrale con influenze, seppur non sistemiche, del ferrarese.
L'isola è interamente percorribile sul suo perimetro grazie agli argini, su percorsi oggetto di itinerari organizzati dal Parco Regionale del Delta del Po.